# Антон Едуард ван Аркель
Антон Едуард ван Аркель (нар. 19 листопада 1893 — пом. 14 березня 1976) — нідерландський хімік.
Ван Аркель запропонував назви «пніктоген» і «пніктид» для позначення хімічних елементів у групі 15 (група азоту або сімейство азоту) періодичної системи.
Ван Аркель разом з Яном Хендріком де Буром розробили метод отримання дуже чистого вольфраму: дисоціацію парів хлориду вольфраму на розжареному сердечнику, відомий як процес Ван Аркеля–де Бура. Цей метод пізніше використовувався ним самим та іншими для багатьох інших металів і неметалів. Таким чином Ван Аркель і де Бур запропонували перший метод виготовлення чистого титану.
У 1962 році Ван Аркел став членом Нідерландської королівської академії мистецтв і наук.